# 5348 Kennoguchi
5348 Kennoguchi este un asteroid din centura principală, descoperit pe 16 ianuarie 1988, de Takuo Kojima.